# RS-540
Pour les articles homonymes, voir Route 540.
La RS 540 est une route locale du Nord-Ouest de l'État du Rio Grande do Sul, reliant la municipalité d'Alecrim à la BR-472, sur la commune de Santo Cristo. Elle dessert ces deux seules villes, et est longue de 22,920 km.